# Onosma mirabilis
Onosma mirabilis är en strävbladig växtart som beskrevs av A.P. Khokhrjakov. Onosma mirabilis ingår i släktet Onosma och familjen strävbladiga växter. Inga underarter finns listade i Catalogue of Life.